# Amauronematus abnormis
Amauronematus abnormis är en stekelart som först beskrevs av Holmgren 1883.  Amauronematus abnormis ingår i släktet Amauronematus, och familjen bladsteklar. Arten är reproducerande i Sverige.